# Просеред (остров)
Просеред (укр. Просеред) — речной остров на Днепре, в Черкасской области Украины. Территориально относится к Каневской городской общине. Расположен ниже по течению Днепра от острова Шелестов, рядом с устьями реки Ореховка и пролива Ричище.

## Общее описание
Остров представляет собой пойменную террасу среднего течения Днепра. Он неправильной овальной формы, вытянут с севера на юг, и практически разрезан пополам в том же направлении глубокими заливами Днепра. Необитаемый. Отмечен на топографической карте Генштаба 1989 года.

## Заповедная территория
Остров не является природоохранной территорией, однако он рассматривается в перспективе расширения природно-заповедного фонда Черкасской области. На нем найден целый ряд редких видов растений и животных, занесенных в Красную книгу Украины. Выявлены обширные по площади роста и численности особей популяции Orchis coriophora, Orchis palustris. На пролёте здесь постоянно останавливаются для отдыха и кормления черный аист, скопа, круглогодично встречается орлан-белохвост. Во время миграций на косах и отмелях в нижней части острова образуются скопления куликов, уток, цапель, серебристых чаек. Выявлен редкий вид насекомых — поликсена.
Присоединение этого участка к массиву заповедных земель значительно увеличивает представленность биотического комплекса поймы Среднего Днепра на видовом и ценотическом уровнях. Данная территория расположена в едином контуре заповедных и возможно-заповедных земель (между заповедным Шелестовым и массивом земель в окрестностях сел Сушки и Бубновская Слободка) и её присоединение является логичным с точки зрения организации охраны всей территории заповедника. Удаленность этой территории от крупных населенных пунктов и отсутствие хозяйственной инфраструктуры определяет рациональность именно такого её использования. Наличие больших площадей поймы низкого уровня обостряет проблему заповедания, а потому и усиление охраны этого участка из-за значения этих топов как традиционных нерестилищ и мест кормления перелетных птиц.